# بوكر بو 180
بوكر بو 180 طائرة رياضية / تدريب ألمانية ذات مقعدين من ثلاثينيات القرن العشرين بنتها بوكر لطائرات.

## تطوير
في يناير 1937 الرائد فيرنر جانك، رئيس LC II، الجناح الفني لوزارة طيران الرايخ مسؤولة عن تطوير طائرة جديدة، أبلغ العديد من الشركات المصنعة للطائرات قاصر مثل بوكير، Fieseler Gothaer Waggonfabrik Flugzeugwerke هالي وكليم أنها لن تحصل أي عقود لتطوير الطائرات العسكرية. لذلك نصحهم بالتركيز في تطوير فولكسفلوجتزويج أو طائرة صغيرة ذات محركين. بعد نجاح Bü 133 Jungmeister ، قامت شركة بوكر بتصميم بو 180، بينما أنتجت الشركات الأخرى Fi 253 و Si 202 و Kl 105 و Go 150 . 